# Rebecca Walker
Rebecca Walker (Jackson (Mississipi), 17 de novembre de 1969) és una escriptora, feminista i activista estatunidenca. La seua obra se centra en els temes de l'ètnia, el gènere, la política, el poder i la cultura. Es considera una de les veus més destacades del feminisme de la tercera onada.

## Biografia
Nascuda amb el nom de Rebecca Leventhal, és filla de la feminista afroamericana Alice Walker autora de la novel·la El color porpra, que després es dugué al cinema amb el mateix títol, i de l'advocat judeoamericà Melvyn Leventhal. Després del divorci de sons pares, i quan va complir els 18 anys, adoptà el cognom de la seva mare. Es graduà el 1992 cum laude a la Universitat Yale.
De 1989 ençà és coeditora i autora de la revista Ms. El 1999 fundà amb Shannon Liss la Third Wave Action Foundation que va donar nom al concepte de feminisme de tercera onada. Els seguidors d'aquest moviment, els denominats Third Wavers, es comprometen amb la igualtat de gènere i la justícia ètnica, econòmica i social.
Rebecca Walker és autora de molts articles en diferents revistes; ha aparegut en programes de la CNN i de la MTV, i s'ha parlat d'ella en periòdics i revistes. Ha rebut moltes distincions pel seu treball, entre aquestes, el Women of Distinction Award, el National Association of University Women, el Feminist of the Year, el premi de la Fund for the Feminist Majority, el Pau i Justícia, el premi de la FundacióVanguard, l'Intrepid Award, el National Organization for Women, el Champion of Choice, el premi de la Califòrnia Abortion Rights Action League i el Women Who Could Be President Award de la League of Women Voters.
La revista Time la designà una de les cinquanta líders més influents dels Estats Units.
Interpretà un paper secundari (com a March) en la pel·lícula Primary Colors de 1998.

## Obres literàries de Rebecca Walker
- To Be Real: Telling the Truth and Changing the Face of Feminism. (ed.) Nova York, 1995.
- Black, White and Jewish: Autobiography of a Shifting Self. 2000.
- What Makes A Man: 22 Writers Imagine The Future. (ed.) 2004
- Baby Love: Choosing Motherhood After a Lifetime of Ambivalence. 2007.
- Adé: A Love Story. 2013.